# Per Huldberg
Per Adolf Huldberg, född 21 april 1816 i Börje socken, död 1 november 1887 i Stockholm, var en svensk boktryckare och förläggare.
Per Huldberg var son till bokhandlaren i Uppsala Gustaf Adolf Huldberg. Efter skolstudier i Uppsala blev han 1832 sättare hos P. A. Norstedt & Söner i Stockholm. Här träffade han George Scott och omvändes av denne. Enligt egna uppgifter i brev till Peter Wieselgren skall han en tid övervägt att bli missionär, men valde i stället att 1836 slå sig ned i Falun som bokhandlare, boktryckare och förläggare. Här var han en av grundarna av Tidning för Falu Län och Stad 1837. Här fungerade han som en viktig förmedlare av frikyrkliga skrifter och nykterhetsskrifter till stora delar av Norrland genom kolportörer. Genom sitt ivrande för nykterheten kom han nära kontakt med Peter Wieselgren och hade flitig brevkontakt med honom. 1838 råkade han ut för ett tryckfrihetsåtal genom kritik av en bruksinspektor i Avesta och dömdes till 9 dagars fängelse på vatten och bröd och "ärelöshet" men genom ingripande från landshövdingen i Västerbottens län, Hampus Mörner som stod på god fot med Huldberg upphävdes domen i Svea hovrätt. 
Huldberg gjorde tidigt planer på att utvidga sin verksamhet, 1843 sökte han tillstånd att öppna en kommissionsboklåda i Uppsala. Detta avslogs dock som det ansågs redan finnas tillräckligt med bokhandlare i staden. 1845 köpte han dock ett tryckeri i Härnösand med tillhörande tidning Hudikswalls weckoblad. Köpte Huldberg L T Öbergs boktryckeri i Stockholm och avvecklade sin verksamhet i Falun. Tryckeriet i Hudiksvall behöll han dock till 1857. 1851 övertog han L. G. Rylanders boklåda i Norrbrobasaren och öppnade där 1856 även en specialbokhandel för utländsk litteratur. Bokhandeln flyttades 1862 till Regeringsgatan. 
Genom uppköp av J Gamphs bokförlag i Karlshamn, N W Lundequists bokförlag i Uppsala, B Cronholms bokförlag i Malmö och Östlund & Berlings bokhandel i Norrköping blev Huldberg Sveriges främsta bokförläggare. Hans snabba expansion ådrog honom dock stora skulder och 1865 tvingades han göra konkurs. Efter det fortsatte han med förlagsverksamhet i mindre skala och som anställd i P. A. Huldbergs Bokförlags AB, från 1875 som VD.